# 26336 Mikemcdowell
26336 Mikemcdowell este un asteroid din centura principală de asteroizi.

## Descriere
26336 Mikemcdowell este un asteroid din centura principală de asteroizi. A fost descoperit pe 21 noiembrie 1998 la Socorro, New Mexico, în cadrul proiectului LINEAR. Asteroidul prezintă o orbită caracterizată de o semiaxă mare de 2,69 ua, o excentricitate de 0,07 și o înclinație de 2,9° în raport cu ecliptica.